# Championnats du monde de patinage de vitesse sur piste courte 2004
Les Championnats du monde de patinage de vitesse sur piste courte 2004 se tiennent du 17 au 19 mars à Göteborg en Suède.

## Résultats

### Hommes
| Épreuves                     | Or                                                              | Argent                                    | Bronze                                                               |
| ---------------------------- | --------------------------------------------------------------- | ----------------------------------------- | -------------------------------------------------------------------- |
| 17 mars : 1500 mètres        | Ahn Hyun-soo                                                    | Jonathan Guilmette                        | Song Suk-woo                                                         |
| 18 mars : 500 mètres         | Song Suk-woo                                                    | Li Haonan                                 | Li Ye                                                                |
| 19 mars : 1000 mètres        | Ahn Hyun-soo                                                    | Li Jiajun                                 | Fabio Carta                                                          |
| 19 mars : 3000 mètres        | Ahn Hyun-soo                                                    | Song Suk-woo                              | Li Ye                                                                |
| 19 mars : 5000 mètres relais | Corée du Sud Kim Hyun-kon Ahn Hyun-soo Cho Nam-kyu Song Suk-woo | Chine Li Ye Sui Baoku Li Jiajun Li Haonan | Italie Fabio Carta Nicola Rodigari Nicola Franceschina Roberto Serra |
| Classement général           | Ahn Hyun-soo                                                    | Song Suk-woo                              | Li Jiajun                                                            |

### Femmes
| Épreuves                     | Or                                                              | Argent                                               | Bronze         |
| ---------------------------- | --------------------------------------------------------------- | ---------------------------------------------------- | -------------- |
| 17 mars : 1500 mètres        | Choi Eun-kyung                                                  | Wang Meng                                            | Alanna Kraus   |
| 18 mars : 500 mètres         | Wang Meng                                                       | Marta Capurso                                        | Choi Eun-kyung |
| 19 mars : 1000 mètres        | Choi Eun-kyung                                                  | Byun Chun-sa                                         | Fu Tianyu      |
| 19 mars : 3000 mètres        | Byun Chun-sa                                                    | Fu Tianyu                                            | Marta Capurso  |
| 19 mars : 3000 mètres relais | Corée du Sud Ko Gi-hyun Kim Min-jee Choi Eun-kyung Byun Chun-sa | Chine Cheng Xiaolei Wang Meng Fu Tianyu Liu Xiaoying | Non attribuée  |
| Classement général           | Choi Eun-kyung                                                  | Wang Meng                                            | Byun Chun-sa   |

## Tableau des médailles
| Rang | Nation       | Or | Argent | Bronze | Total |
| ---- | ------------ | -- | ------ | ------ | ----- |
| 1    | Corée du Sud | 11 | 3      | 3      | 17    |
| 2    | Chine        | 1  | 7      | 4      | 12    |
| 3    | Italie       | 0  | 1      | 3      | 4     |
| 4    | Canada       | 0  | 1      | 1      | 2     |